# بازپیوندخواهی

نقاشی‌ای به‌نام نقطه سیاه (La Tache Noire) اثر آلبرت بتانیه متعلق به ۱۸۸۷ میلادی که تصویر یک کودک را حین آموزش دیدن دربارهٔ استان از دست‌رفتهٔ آلزاس-لورن طی اتفاقات پس از جنگ فرانسه و پروس نمایش می‌دهد. این استان با رنگ سیاه روی نقشهٔ فرانسه مشخص شده‌است.

بازپیوندخواهی یا الحاق‌جویی یا ایردنتیسم (به انگلیسی: irredentism) به هر نوع جنبش سیاسی یا اجتماعی گفته می‌شود که در آن گروهی خواستار بازستاندن یا اشغال دوبارهٔ سرزمین از دست‌رفتهٔ مادری خود می‌شوند.
بازپیوندخواهی جنبشی سیاسی قومی یا ملی در کشوری است که خواهان بازگرداندن سرزمینی با مشترکات زبانی و فرهنگی و قومی است که ضمیمهٔ خاک کشوری دیگر است.
بر این اساس بازپیوندخواهان تلاش می‌کنند دعاوی خود نسبت به این‌گونه سرزمین‌ها را بر پایهٔ وابستگی‌های تاریخی یا قومی (واقعی یا ساختگی) مستدل کنند. الحاق‌گرایی معمولاً در گروه‌های ملی‌گرا و پان‌ناسیونالیست مورد استفاده قرار می‌گیرد و یکی از ویژگی‌های سیاست‌های هویتی و جغرافیای سیاسی است.

## نگارخانه

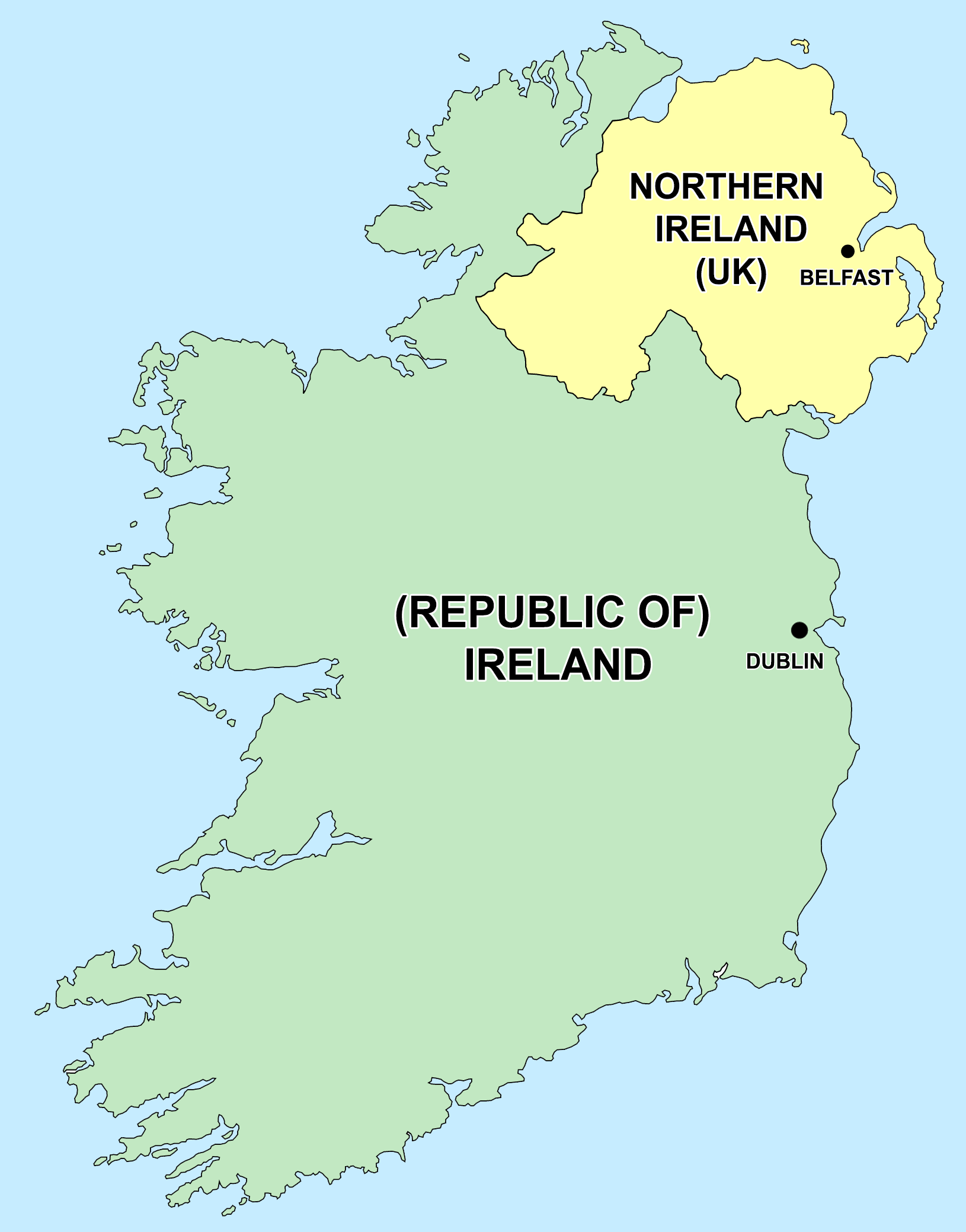
ایرلند متحد شامل ایرلند شمالی و ایرلند جنوبی
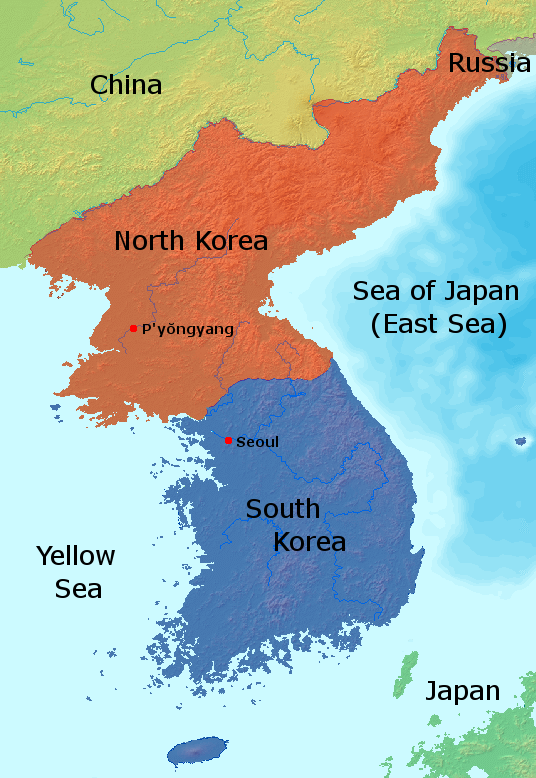
کره متحد شامل کره شمالی و کره جنوبی
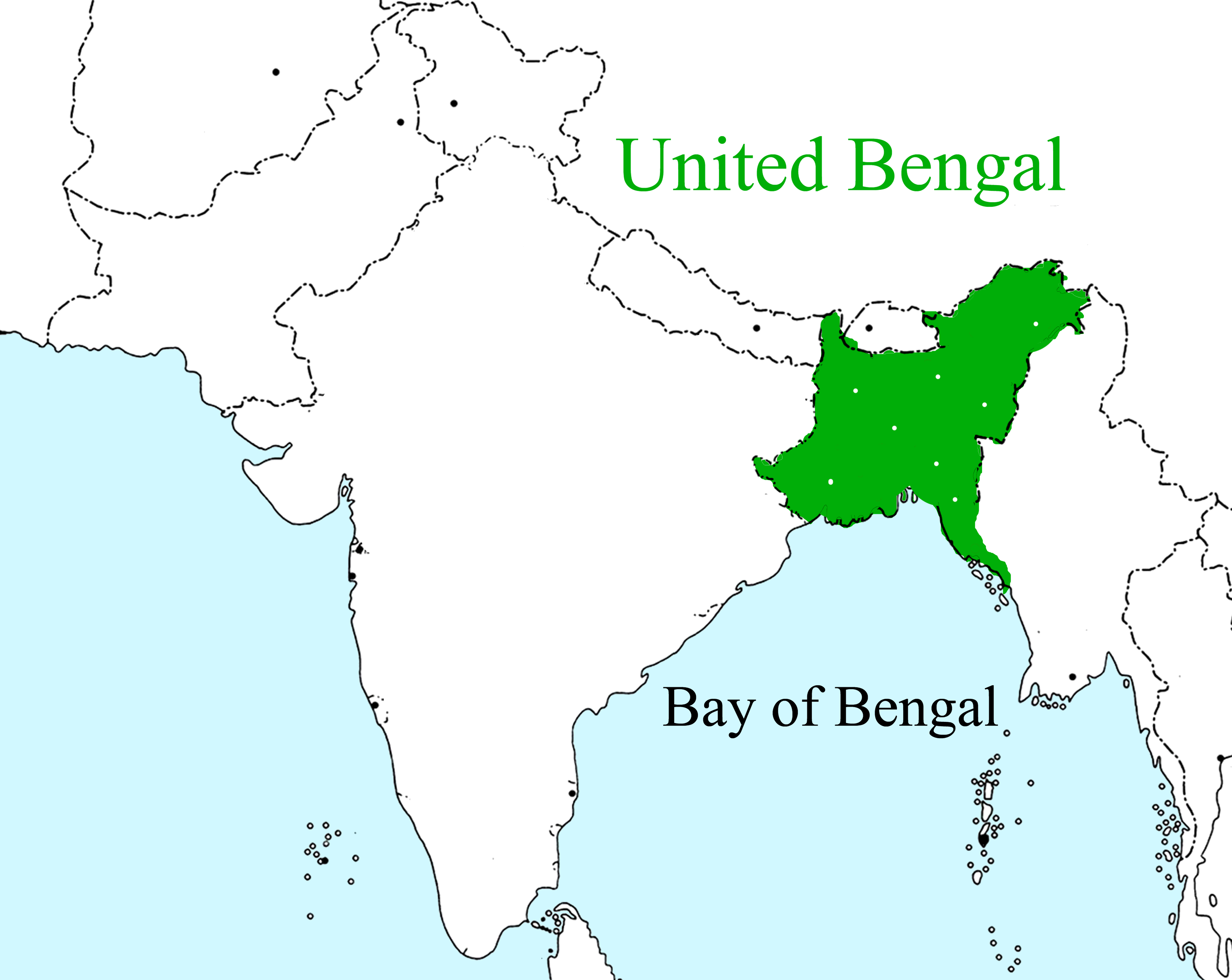
بنگال متحد شامل مناطق اشغال شده توسط هندوستان
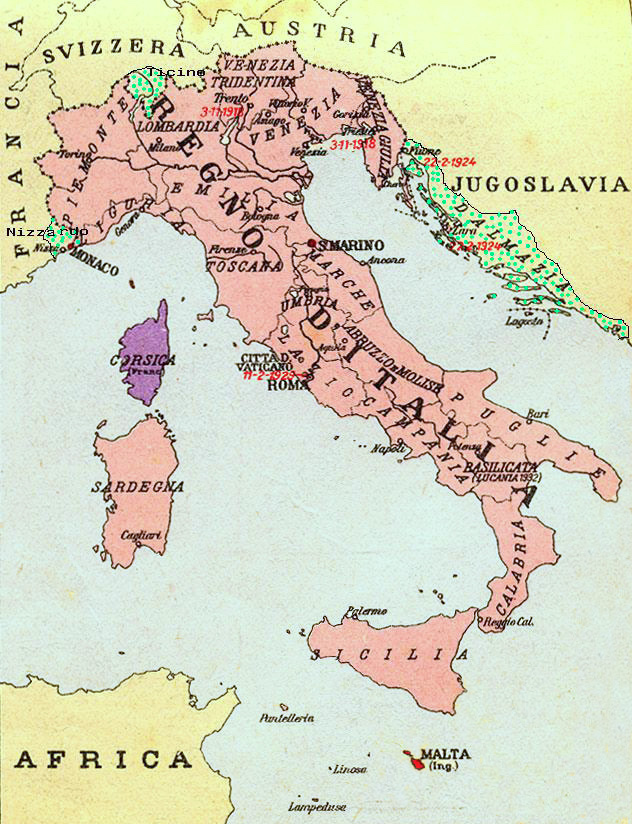
ایتالیای متحد شامل بخشهایی از فرانسه و جزایر مدیترانه
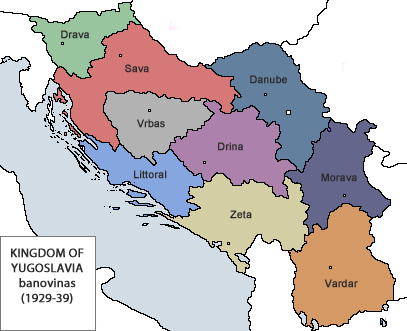
یوگسلاوی متحد شامل بازپیوند ۹ استان